# Векки, Джованни де
Джованни де Векки (итал. Giovanni de' Vecchi; 1536 год, Сансеполькро — 13 апреля 1614 год, Рим) — итальянский живописец-маньерист.
Джованни де Векки родился в Борго-Сансеполькро в 1536 году. Учился у Таддео Цуккаро.
Живописец флорентийской школы. Писал много фресок, преимущественно в Риме, большей частью не сохранившихся. Вместе с Рафаэллино да Реджо  на вилле Фарнезе в Капрароле над фресками в «Зале Карты мира» (Sala del Mappamondo) и в «Комнате ангелов» (Camera degli Angeli).
Одним из его учеников был Чезаре Торелли Романо.